# 西北 (北卡羅萊納州)
西北（英語：Northwest）是一個位於美國北卡羅萊納州不倫瑞克縣的城市。

## 人口
根據2020年美國人口普查的數據，西北的面積為18.57平方千米，皆為陸地。當地共有人口703人，而人口密度為每平方千米38人。